# Hazembourg
Hazembourg (deutsch Hassenburg) ist eine französische Gemeinde mit 155 Einwohnern (Stand 1. Januar 2022) im Département Moselle in der Region Grand Est (bis 2015 Lothringen). Sie gehört zum Arrondissement Sarreguemines und zum Kanton Sarralbe.

## Geografie
Die Gemeinde liegt etwa 30 Kilometer südlich von Saarbrücken am südlichen Rand des Albetales.

## Geschichte
Der Ort wurde erstmals 1538 als Hassombourg erwähnt. Weitere Namen waren Hayembourg (1664), Hassembourg (1755) und Hasembourg (1801).
Hazembourg war lange vom Bistum Metz abhängig, was im Wappen durch das Schwert des Kapitels der Kathedrale von Metz symbolisiert wird. Die Steine im Wappen erinnern an den St. Stephan (Saint Etienne), den Schutzpatron der Gemeinde.

### Bevölkerungsentwicklung
| Jahr      | 1962 | 1968 | 1975 | 1982 | 1990 | 1999 | 2006 | 2019 |
| Einwohner | 130  | 142  | 127  | 124  | 113  | 120  | 119  | 149  |

## Sehenswürdigkeiten
- Kirche Saint-Étienne von 1857

## Belege
1. ↑  Wappenbeschreibung auf genealogie-lorraine.fr (französisch)